# Coteaux du Lyonnais
Coteaux du Lyonnais ist ein französisches Weinbaugebiet, das aufgrund ähnlicher Weine dem Beaujolais zugerechnet wird. Das Weinbaugebiet hat seit dem 9. Mai 1984 den Status einer AOC. Unmittelbar südlich beginnt das Weinbaugebiet Rhône. Die 40 km lange und maximal 30 km breite Zone westlich der Stadt Lyon wird durch eine kleine Hügelkette strukturiert. Die maximale Höhe dieser Hügel liegt bei 500 m. Im Jahr 2008 wurden auf 325 Hektar ungefähr 14.000 hl Wein erzeugt. Der Anteil von Rot- und Roséweinen lag bei 90 Prozent.

## Rebsorten
Generell sind die Erträge auf 60 Hektoliter/Hektar beschränkt.
Die Rotweine und Roséweine bestehen aus der Rebsorte Gamay. Vor der Vergärung muss der natürliche Mindest-Zuckergehalt des Mosts 162 g/l betragen, was einem Alkoholgehalt von 10,5 Volumenprozent im Wein entspricht (→ Mostgewicht).
Die Weißweine dürfen aus den Rebsorten Weißburgunder/Chardonnay und Aligoté gekeltert werden. Der Mindest-Zuckergehalt beträgt bei den Weißweinen 144 g/l. Chaptalisation ist zugelassen.

## Zugelassene Gemeinden
Die Rebflächen verteilen sich auf 49 Gemeinden des Départements Rhône. Anbei die Liste der Gemeinden:
Beauvallon, Bessenay, Bibost, Brindas, Chaponost, Charly,  Chasselay, Chaussan, Chevinay, Civrieux d’Azergues, Courzieu, Dardilly, Dommartin, Eveux, Fleurieux-sur-l’Arbresle, Givors, Grézieu-la-Varenne, Grigny-sur-Rhône, Irigny, Lentilly, Limonest, Lissieu, Marcilly-d’Azergues, Marcy-l'Etoile, Messimy, Millery, Montagny, Mornant, Orliénas, Poleymieux-au-Mont-d’Or, Pollionnay, Sain-Bel, Sainte-Consorce, Saint-Didier-au-Mont-d’Or, Saint-Forgeux, Saint-Germain-au-Mont-d’Or, Saint-Julien-sur-Bibost, Saint-Laurent-d’Agny, Saint-Pierre-la-Palud, Saint-Romain-en-Gier, Savigny, Sourcieux-les-Mines, Taluyers, Thurins, La Tour-de-Salvagny, Vaugneray, Vernaison und Vourles.